# ليلي أديسون
ليلي أديسون (بالإنجليزية: Lily Addison)‏ هي لاعب كرة مضرب وممرضة أسترالية، ولدت في 21 ديسمبر 1885 في أديلايد في أستراليا، وتوفيت في 27 نوفمبر 1982.